# ایستگاه راه‌آهن طبس
ایستگاه راه‌آهن طبس در طبس، استان خراسان جنوبی واقع شده‌است. این ایستگاه تحت مالکیت شرکت راه‌آهن جمهوری اسلامی ایران قرار دارد.